# Mário Artur Borges Oliveira
Mário Artur Borges Oliveira (ur. 14 maja 1969) – mozambicki piłkarz grający na pozycji pomocnika.

## Kariera klubowa
Całą swoją karierę Mário Artur spędził w Portugalii. Rozpoczął ją w klubie GD Vialonga, a w latach 1989–1991 był zawodnikiem zespołu SC Campomaiorense. Następnie przeszedł do União Leiria. Występował w nim do końca sezonu 1998/1999. W latach 1999–2001 był zawodnikiem Moreirense FC. W latach 2001–2003 występował w SC Olhanense, a w sezonie 2003/2004 grał w GD Beira Mar Algarve, w którym zakończył karierę.

## Kariera reprezentacyjna
W reprezentacji Mozambiku Mário Artur zadebiutował w 1997 roku. W 1998 roku był w kadrze Mozambiku na Puchar Narodów Afryki 1998. Na nim rozegrał jeden mecz, z Egiptem (0:2). W kadrze narodowej grał do 1998 roku.